# Nurestan (provins)
Nurestan (pashto:نورستان) är en av Afghanistans 34 provinser, (wilayat). I Nurestan bor cirka 112 000 personer. Provinshuvudstad är Parun. Ett äldre namn på området är Kafiristan, vilket kommer sig av att majoriteten av invånarna inte blev muslimer förrän i slutet av 1800-talet och dessförinnan gick under benämningen kafirer.

## Språk
I Nurestan talas de nuristanska språken, som är sex till antalet och utgör en egen gren av de indoiranska språken. På grund av bergig terräng har Nurestan historiskt varit mycket isolerat från de iranska och indoariska språkområden som omger provinsen och språken har länge utvecklats separat från dessa andra språk.

## Administrativ indelning
Provinsen är indelad i 8 distrikt.
- Barg-e Matal
- Do Ab
- Kamdesh
- Mandol
- Nurgaram
- Parun
- Wama
- Waygal